# 2020年香港立法會選舉民建聯黨內初選
2020年香港立法會選舉民建聯黨內初選是民建聯就參加2020年香港立法會選舉決定參選人之初選，但其後因應疫情延期及選舉改制而取消。
本屆初選是民建聯第二次舉行初選。提名期是2020年2月3日至2月18日，到3月中下旬會舉行五區諮詢會，屆時各參加者需要解釋政綱及回答黨友問題，各參選人之間或有辯論環節。
初選投票期是3月30日至4月3日，到4月9日會開票。最後由民建聯中委會於4月中確認人選，得出黨內參選名單。
但因為選舉經費因素考慮下，初選改為區內協調。

## 投票機制
民建聯中委、立法會議員、各地區支部主席及成員均有投票權，而且比例相若，不過後來選舉管理委員會在3月公布新指引諮詢公眾，當中提到若某人參加政黨舉行的「內部遴選」，有可能被視為「候選人」，此舉令民建聯修改規則，放棄初選投票。

## 背景
民建聯在2019年區議會選舉大敗，周浩鼎和劉國勳都落敗，意味著兩人已經鐵定不可以在原本界別連任，如果要連任就必須轉往地方選區參選，兩人分別前往新界東和新界西參與初選，勢必衝擊當區初選的選情。
另外，九龍西選區經過一連串補選之後，建制派議席數目增加至4席，其中民建聯佔2席。為免兩人參選分薄票源，鄭、蔣之間必須二擇其一。後來蔣麗芸宣佈不參與民建聯初選，但又不排除自己參選。
新界西的梁志祥本來盛傳會在此屆退休，但是在初選截止前一刻，梁志祥決定繼續參選，形成4人對決。

## 參選人

### 香港島
- 張國鈞
- 陳學鋒
- 劉天正
- 蕭煒忠
- 譚晉杰
- 張偉楠

### 九龍西
- 鄭泳舜（自動當選）

### 九龍東
- 柯創盛
- 洪錦鉉
- 黎榮浩

### 新界西
- 梁志祥
- 陳恒鑌
- 周浩鼎
- 葉文斌

### 新界東
- 陳克勤
- 葛珮帆
- 劉國勳

### 區議會（第二）
- 李慧琼（自動當選）
- 顏汶羽（自動當選）